# Muži v říji
Muži v říji (littéralement en français Les Mâles en chaleur) est un film tchèque réalisé par Robert Sedláček (cs), sorti en 2009.

## Synopsis
L'histoire se passe à Mouřínov, où se déroulera le Championnat d'Europe de pêche au leurre pour les cerfs. Le Premier ministre et le ministre de l'Agriculture devraient également participer à cette compétition, dont le maire du village (Pavel Zedníček (cs)) veut profiter, car il veut faire pression pour la construction d'une meilleure route vers le village. En même temps, la compétition constitue également une interférence dans les relations entre les villageois.

## Distribution
- Jaroslav Plesl : Franta
- Eva Vrbková : Eva
- Martin Trnavský (cs) : René
- Jaromír Hanzlík : Jarda Hanák
- Marta Vančurová : Pavla
- Pavel Zedníček : le Maire Hanáček
- Jaromír Dulava  : Čestmír Weiss
- Jiří Lábus : le ministre de l'Agriculture
- Igor Bareš : le Premier ministre
- Martin Huba : l'enseignant
- Igor Chmela
- Petr Váša : Dan
- Ilona Csáková (cs) : Ilona Csáková